# Ion I. C. Brătianu
Ion I. C. Brătianu, ou Ionel Brătianu (Ştefăneşti, 20 de agosto de 1864 — Bucareste, 24 de novembro de 1927), foi um político romeno, líder do Partido Nacional Liberal (PNL), primeiro-ministro do país cinco vezes e Ministro do Exterior em várias oportunidades. Sua família tinha grandes nomes na política: era irmão de Vintilă Brătianu e Dinu Brătianu e o filho mais velho do estadista e líder do PNL, Ion Brătianu, sendo ainda pai de Gheorghe I. Brătianu.
Suas atividades políticas após a Primeira Guerra Mundial, incluindo parte de seus terceiro e quarto mandatos, visavam a unificação do Reino da Romênia com Transilvânia, Bukovina e Bessarábia. Em 1923, foi eleito membro honorário da Academia Romena.